# 화수로 (인천)
화수로(Hwasu-ro)는 인천광역시 동구 송현동에서 화수동까지 이르는 인천광역시도로 총 연장은 872m이다. 또한 해당 도로명은 화수동이라는 명칭이 인용되어 부여되면서도, 인지도가 높은 기존 도로명을 그대로 반영했기 때문이다.

## 역사
- 2009년 11월 3일 : 도로명으로 화수로를 고시

## 주요 경유지
- 동구
  - 송현1,2동 - 화수2동[1]

## 접촉하는 도로
- 송현로
- 수문통로
- 제물량로
- 인중로

## 주변 건물 및 시설
- 솔빛유치원 (화수로 2/송현동 167)
- 야베스빌딩 (화수로 6/송현동 58)
- 센타빌딩 (화수로 7/송현동 66-530)
- 삼두2차아파트 상가 (화수로 17/송현동 66-24)
- 동부센트레빌 상가 (화수로 18/송현동 66-26)
- 삼두2차아파트 (화수로 21/송현동 66-24)
- 동부아파트 (화수로 38/송현동 66-26)
- 송현유치원 (화수로 40/송현동 66-777)
- 미륭아파트 (화수로 44/송현동 2-7)
- 미륭상가 (화수로 46/송현동 2-7)
- 화도진중학교 (화수로 64/송현동 2-5)